# Vijetnamsko Carstvo
Vijetnamsko Carstvo bila je kratkotrajka marionetska država pod patronatom Japanskog Carstva.